# 泥田坊

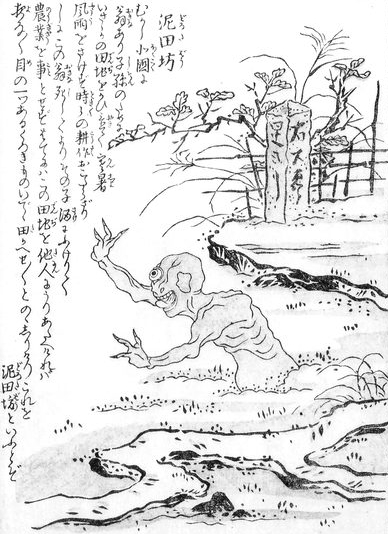
鳥山石燕《今昔百鬼拾遺》より「泥田坊」

泥田坊（どろたぼう），登場於鳥山石燕《今昔百鬼拾遺》，居住在田中，獨眼之妖怪。

## 簡介
由於居於田裡，所以全身汙黑，頂上無毛，只有三根手指頭。出現時會從地面伸出上半身，悲傷地呼喊著「還我田來，還我田來」。

## 傳說
一位老翁於北國一生以務農為生，在買了田地後死去。死後，其兒子卻不喜工作，整日遊手好閒，甚至於把老翁留下之田地變賣換錢。忿忿不平的老翁因而化成泥田坊，於懶兒子在家想飲酒作樂時現身吆喝，要懶散放蕩的兒子快些幹活，不要把農務荒廢，而每到月映之夜，會到那些已流入他人手中的農田裡，只現出上半身，一邊揮舞著三指雙手，一邊淒楚地吶喊「把田還來！把田還給我阿！！」